# Myodes regulus
Myodes regulus — эндемичный для Корейского полуострова вид рода лесных полёвок (Myodes или Clethrionomys), трибы Clethrionomyni. Некорнезубый (!) представитель «корнезубого» рода. Он живет в норах, активен в ночное время, питается зелёными частями растений, семенами и другой растительностью.

## Таксономия
Британский зоолог Олдфилд Томас впервые описал этот вид в 1907 году как Craseomys regulus, типичное местонахождение — Мингён в Корее, в 170 км к юго-востоку от Сеула. Позже этот вид был переведен в род Myodes, и стал называться Myodes regulus, но многие авторы (в том числе и И. М. Горомов) считали, что это подвид Myodes rufocanus. Его коренные зубы лишены корней, что характерно также для очень похожих Myodes shanseius, но не для красно-серой полёвки (M. rufocanus). Молекулярный анализ подтвердил, что это отдельный вид.

## Описание
Длина тела этой полёвки около 110 мм, длина хвоста от 42 до 51 мм. Взрослая Myodes regulus весит от 23 до 39 г. Уши большие и покрыты короткой шерстью, а шерсть на теле тонкая и мягкая. Спинной мех красновато-коричневый, бока серовато-коричневые, низ охристо-коричневый. Хвост двухцветный, сверху темный, снизу светлый. Кроме коренных зубов, лишённых корней, от красно-серой полёвки ее отличает более ярко-рыжая окраска спины, охристое (а не серое) брюшко и более длинный хвост.

## Распространение
Myodes regulus — эндемик Корейского полуострова. Ареал этого вида охватывает всю южную часть полуострова до южных и западных окраин плато Кэма, где он уступает место красно-серой полёвке (Myodes rufocanus). Его нет в крайней северо-восточной части Северной Кореи. Он населяет разнообразные места обитания, включая горные леса, бамбуковые леса, заросшие кустарниками склоны холмов, каменистые склоны, грубые луга, возделываемые земли и берега рек.

## Экология
Этот вид, в основном, ведёт ночной образ жизни и является растительноядным, питаясь зелёными частями растений и семенами. Он живет под землей в большой и глубокой туннельной системе, которую самостоятельно выкапывает. Нора включает кладовые для хранения запасов и гнездовые камеры, выстланные травой, но не уборные. Это социальный вид, издающий сигналы тревоги[какие?], чтобы предупредить других об опасности. К хищникам относятся лисы, куницы, ласки, енотовидные собаки, совы, хищные птицы и змеи. Спаривание происходит от трех до пяти раз в год, при этом три или четыре детеныша рождаются после 23-дневного периода беременности.

## Природоохранный статус
M. regulus не сталкивается с какими-либо особыми угрозами и легко приспосабливается к изменённой человеком среде, поэтому Международный союз охраны природы определил его охранный статус как «вызывающим наименьшее беспокойство».